# Bell Model 65
El Bell Model 65 Air Test Vehicle (ATV) fue un avión experimental VTOL de reactor basculante, construido por Bell, usando partes de una serie de aviones comerciales.

## Diseño y desarrollo
Bell usó el fuselaje de un planeador Schweizer 1-23 con el ala de un Cessna 170 y el tren de aterrizaje de un helicóptero Bell 47. 
Dos motores turborreactores Fairchild J44 de 4,4 kN de empuje (usados en drones, misiles y para asistencia al despegue (JATO)) fueron montados a cada lado del avión, bajo las alas. Aquellos podían ser basculados de la horizontal a la vertical. Un turbocompresor Turbomeca Palouste daba potencia a pequeños propulsores en la cola y las puntas alares para proporcionar un sistema de control de reacción durante el vuelo en estacionario.
El avión hizo su primer vuelo en estacionario el 16 de noviembre de 1954. Se realizó con el avión elevado en una plataforma para evitar la ingestión de sus gases de escape. Se le añadió un tren de aterrizaje de ruedas (de un Cessna), que le llevó a realizar vuelos horizontales en 1955. Se probó capaz de realizar conversiones parciales en altitud, aunque estaba falto de suficiente potencia motora para completar la transición.
El programa del Model 65 finalizó en 1955 para permitir el desarrollo del Bell X-14, aunque la experiencia ganada en reactores basculantes fue usada para desarrollar en concepto de caza V/STOL Bell XF-109 de la Fuerza Aérea de los Estados Unidos.

## Especificaciones
Referencia datos: Smithsonian National Air and Space Museum

### Características generales
- Tripulación: Un piloto.
- Longitud: 6,31 m
- Envergadura: 7,93 m
- Altura: 2,35 m
- Peso cargado: 908 kg
- Planta motriz: 2× turborreactor Fairchild J44, más un turbocompresor Turbomeca Palouste para control vertical..
  - Empuje normal: 1100 lb (499 kg) de empuje cada uno.

### Rendimiento
- Velocidad nunca excedida (Vne): 201,2 km/h

### Secuencias de designación
- Secuencia Numérica (interna de Bell): ← 59 - 60 - 61 - 65 - 66 - 67 - 68 →